# Вийтасаари
Ви́йтасаари (фин. Viitasaari) — город в центральной части Финляндии, в провинции Центральная Финляндия. Площадь муниципалитета — 1589,26 км², из которых водная поверхность составляет 340,46 км².

## Население
Население Вийтасаари по данным на 2012 год составляет 6988 человек. Плотность населения — 5,6 чел/км². Официальный язык — финский, родной для 99,1 % населения муниципалитета. 0,2 % населения считает родным языком шведский и 0,7 % — другие языки. Доля лиц в возрасте младше 15 лет составляет 13,7 %; лиц старше 65 лет — 25,7 %.

## Города-побратимы
- Ныо (с 1991 года)[7]
- Рокетница (c 2003 года)
- Сёр-Одал (c 1982 года)
- Стаффансторп (c 1945 года)
- Стуруман (c 1988 года)
- Шланген (с 1999 года)